# Bloodbath
Bloodbath er et metal/dødsmetal- supergroup band fra Stockholm, Sverige.

## Medlemmer
- Mikael Åkerfeldt – sang (1998–2004, 2005, 2008 – )

- Anders "Blakkheim" Nyström – lead guitar (fra 1998)

- Per "Sodomizer" Eriksson – guitar (fra 2008)

- Jonas Renkse – bas (fra 1998)

- Martin "Axe" Axenrot – trommer (fra 2004)

## Diskografi
- Resurrection through carnage (2002)
- Nightmares Made Flesh (2005)
- The fathomless mastery (2008)

| Musikgruppe | Spire Denne artikel om en svenske musikgruppe er en spire som bør udbygges. Du er velkommen til at hjælpe Wikipedia ved at udvide den. |